# 강천사 (제천시)
강천사(江天寺)는 충북 제천시 송학면 시곡리 산78에 있는 사찰이다. 1945년 7월 노노당(老老堂) 이대휘(李大徽) 선사가 소악사라고 불리던 절터 위에 초막을 지으면서 시작된 절이라. 송학산(松鶴山, 해발 819m)의 정상 아래쪽에 자리잡고 있는 선학원 소속의 사찰이다. 2009년 1월 8일 화재로 관음전을 전부 태우고 인근 산으로 불이 번진 적이 있다.  

## 소장 문화재
- 제천 강천사 목조보살좌상 및 복장유물 - 충청북도의 유형문화재 제331호